# Sopran
| Stimmlagen für Chorsänger | Stimmlagen für Chorsänger |
| Frauenstimmen             | Männerstimmen             |
| ------------------------- | ------------------------- |
| Sopran (S)                | Tenor (T)                 |
| Mezzosopran               | Bariton                   |
| Alt (A)                   | Bass (B)                  |

Der Sopran (seit dem 18. Jahrhundert aus italienisch soprano, als ‚Oberstimme‘ im 16. Jahrhundert entstanden aus italienisch sopra ‚(dar)über‘; Plural die Soprane, in der Schweiz auch die Sopräne) ist die höchste menschliche Stimmlage und wird in der großen Mehrzahl der Fälle von Frauen gesungen. Sie kann aber auch von Jungen vor dem Stimmbruch (Knabensopran) oder von Männern im Falsett gesungen werden. Daneben wurde die Sopranstimme in vergangenen Jahrhunderten auch von Kastraten besetzt. Nur vereinzelt gibt es „natürliche Kastraten“. In der Renaissance und der Barockzeit wurde die Sopranlage im vokalen und instrumentalen Bereich auch als Cantus oder Diskant bezeichnet.
Eine Sängerin oder ein Sänger dieser Stimmlage wird Sopranistin oder Sopranist oder einfach Sopran genannt.
Der Tonumfang der Sopranstimme reicht normalerweise von c’ bis a’’, bei Berufssängerinnen sind aber viel höhere Töne möglich.

## Gesangsfächer
Einige spezialisierte Gesangsfächer für den Sopran, die sich seit dem 19. Jahrhundert herausbildeten, sind:
- lyrischer Sopran
- dramatischer Sopran
- lyrischer Koloratursopran, für Partien von hoher Virtuosität
- dramatischer Koloratursopran, für Partien von hoher Virtuosität und Dramatik
- Soubrette, für Partien aus dem komischen Bereich

## Knabensopran
Als Knabensopran wird die Stimmlage bezeichnet, die dem Sopran entspricht, jedoch von einem Knaben vor dem Stimmbruch gesungen wird. (Eine tiefere Knabenstimme ist der Knabenalt.) Knabenstimmen singen traditionell die hohen Stimmlagen in Knabenchören.
Typische Rollen für Knabensopran sind zum Beispiel:
- Erster und Zweiter Knabe in der Zauberflöte von Mozart
- Augurenknabe Elamir in Tarare bzw. in Axur, re d’Ormus von Salieri
- Ein junger Hirt in Tannhäuser von Wagner
- Yniold in Pelléas et Mélisande von Debussy
- Knabenstimme in Elias von Mendelssohn
- Miles in The Turn of the Screw von Benjamin Britten
- Oberto in Alcina von Händel
- Pepicek in Brundibár von Hans Krasa
- Pollicino in Hans Werner Henzes gleichnamiger Oper
- Gustave im Musical Liebe stirbt nie von Andrew Lloyd Webber

Bedeutende Knabensoprane waren:
- Ernest Lough war der erste Knabensopran, der durch Plattenaufnahmen kommerziell erfolgreich war; seine berühmte Deutsche-Grammophon-Aufnahme der Mendelssohn-Arie Hear my Prayer aus dem Jahre 1927 erhielt 1962 die Goldene Schallplatte.
- Roy Goodman erlangte 1963 mit der Aufnahme von Gregorio Allegris Miserere unter David Willcocks internationale Berühmtheit.
- David Hemmings, später Filmschauspieler, begann seine Karriere als der von Benjamin Britten bevorzugte Interpret der Rollen für Knabensopranisten in seinen Opern.
- Aled Jones war in seiner Kindheit, u. a. durch den BBC-Dokumentarfilm The Treble und seine Interpretation des Titelsongs Walking in the Air zu dem britischen Animationsfilm The Snowman, der bekannteste Knabensopran Großbritanniens und sang für Elisabeth II. sowie Papst Johannes Paul II.
- Allan Bergius, langjähriger Solist des Tölzer Knabenchors, sang u. a. die Sopran-Partie in Mahlers Vierter Sinfonie unter Leonard Bernstein in Wien, Mailand und auf einer Konzertreise durch die Vereinigten Staaten.

## Männersopran
Einige Jahrhunderte lang wurde versucht, die Knabenstimme guter Sänger durch Kastration zu erhalten. Die so entstandenen Kastraten konnten ihre Stimmen noch weiter trainieren und hatten gegenüber Knaben ein größeres Lungenvolumen. Diese Methode wird aber heute nicht mehr praktiziert.
Heute gibt es vereinzelt „natürliche Kastraten“. Dies kann hormonelle Ursachen haben wie beispielsweise beim Sopranisten Radu Marian. Bei Jimmy Scott liegt der hormonellen Ursache ein genetischer Defekt zugrunde. Noch seltener sind Umstände wie bei Michael Maniaci. Auch er kam nie in den Stimmbruch, es entwickelten sich aber aus unbekannten Gründen nur der Kehlkopf und die Stimmbänder nicht wie üblich. Gegenüber anderen Sängern sind sie in den tiefen Tonlagen beschränkt. Durch die verwendete normale Bruststimme können sie gegenüber Countertenören auch leise Partien gut singen.
Männer, die nach dem Stimmbruch in der Lage sind, Sopran zu singen, werden meist als Countertenor bezeichnet, manchmal auch als Sopranisten oder männliche Soprane. Sie arbeiten meist durch die Benutzung von Kopfstimme oder Falsett-Technik, was aber einen anderen Klang erzeugt als eine Knabenstimme. Sänger wie Angelo Manzotti haben eine eigene Technik ohne Falsett entwickelt, was zu einer klareren Stimme führt. Diese Arten von Sänger haben einen recht großen Stimmumfang. Bei Arno Raunig sind es über dreieinhalb Oktaven, bei Edson Cordeiro gar vier Oktaven. Letzterer erreicht einen Ton, der eine Stufe über Mozarts Königin der Nacht in der Oper Die Zauberflöte angesetzt ist.